# Charles Huntziger
Charles Huntziger, né le 25 juin 1880 à Lesneven (Finistère) et mort accidentellement le 12 novembre 1941 à Bréau-et-Salagosse (Gard), est un général français.
Général d'armée, il signe l'armistice du 22 juin 1940 en forêt de Compiègne. Il est nommé commandant en chef des forces terrestres de la France de Vichy et, de septembre 1940 à août 1941, également ministre de la Guerre. Il meurt dans un accident d'avion, de retour d'une mission en Afrique française du Nord.

## Biographie

### Famille
Charles Léon Clément Huntziger naît le 25 juin 1880, dans une famille alsacienne qui avait refusé l'annexion de 1871 par l'Allemagne et s'était fixée en Bretagne.

### Formation
Élève au lycée de Nantes, il intègre Saint-Cyr et en sort en 1900 à l'âge de 20 ans, : il fait partie de la promotion Marchand. Il choisit de servir dans l'infanterie coloniale.

### Première Guerre mondiale
Pendant la Première Guerre mondiale il sert sur le front d'Orient. Il est le chef du bureau d’opérations à l’état-major du corps expéditionnaire allié. Il participe en 1918 à l’élaboration du plan d’offensive du général Franchet d’Esperey contre les troupes germano-bulgares en Serbie et à la signature d'un armistice entre les Alliés et la Bulgarie.

### Entre-deux-guerres
En 1924 il est affecté en Chine comme commandant du corps d'occupation à Tien-Tsin.
En 1933 il est nommé commandant supérieur des troupes du Levant. Il participe alors aux négociations pour le rattachement à la Turquie du sandjak d'Alexandrette, alors partie de la Syrie sous mandat français.
Nommé chevalier dans l'ordre national de la Légion d'honneur en 1915, il est élevé à la dignité de grand officier de l’ordre le 30 juin 1937.
Il entre au Conseil supérieur de la guerre en 1938.

### Seconde Guerre mondiale

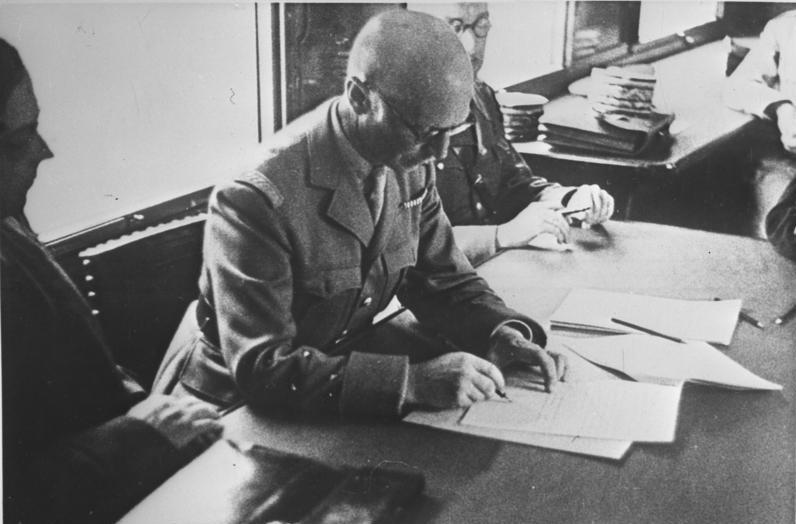
Le général Charles Huntziger signe l'armistice du 22 juin 1940 au nom de la France dans le wagon de l'Armistice, en clairière de Rethondes de la forêt de Compiègne.

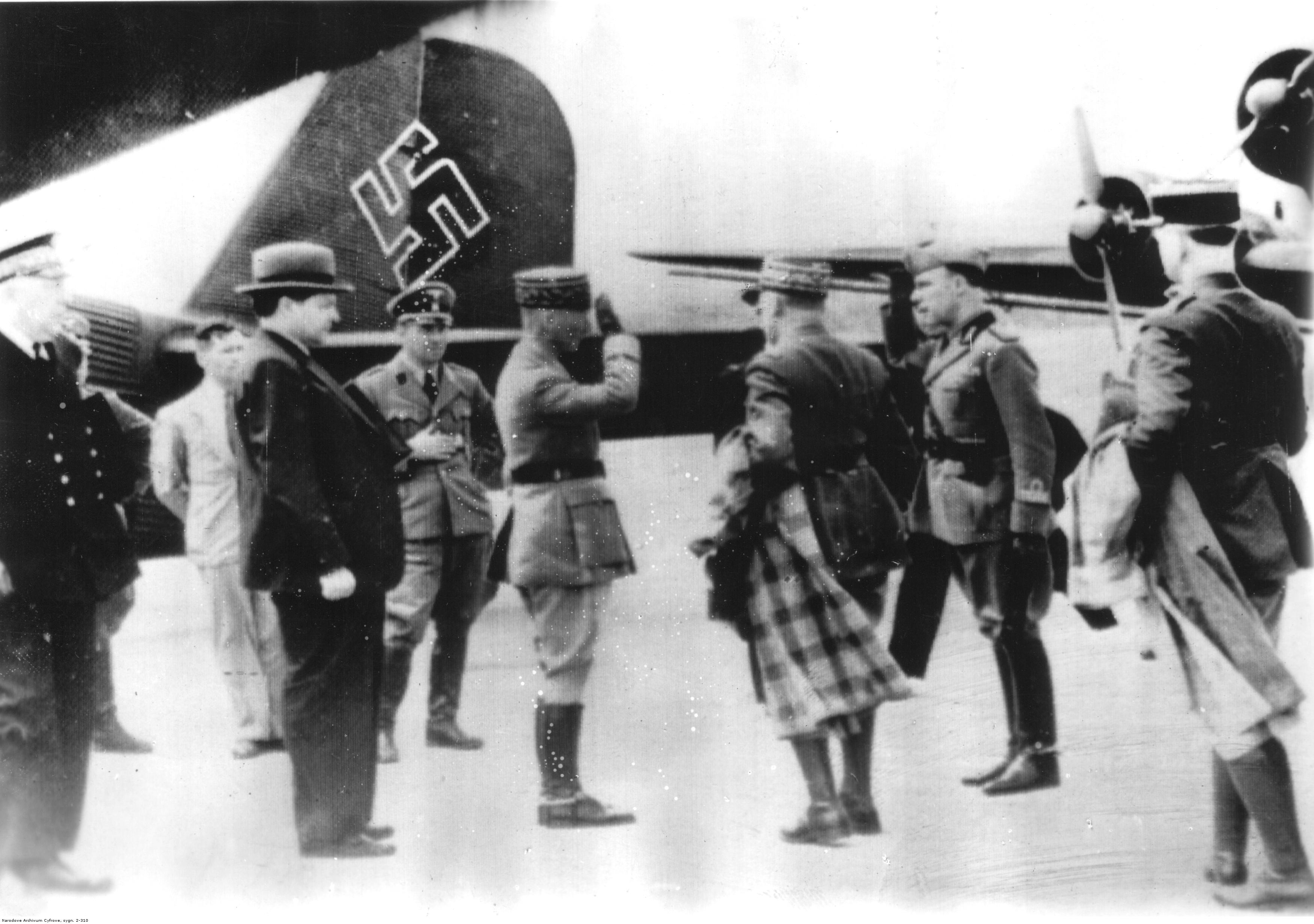
Arrivée à Rome d’une délégation française pour des négociations de cessez-le-feu avec l’Italie. Visible le général Charles Huntziger (au centre, saluant), l’ambassadeur Leon Noël (derrière lui, coiffé d’un chapeau), le vice-amiral Maurice Leluc (1er à gauche)

En mai-juin 1940 pendant les six semaines de l'offensive allemande contre la France, il commande d'abord la IIe armée, puis le 4e groupe d'armées dans les Ardennes. Le 9 mai 1940 il assiste à Vouziers à une représentation du théâtre aux armées alors que les services de renseignement militaire l'ont averti de l'attaque imminente allemande. Il subit le 13 mai 1940 la percée de Sedan avec la IIe armée. Ses réactions ont ensuite été jugées inappropriées, comme l'envoi de blindés légers sans appui d'artillerie, et son absence d'initiative a grandement facilité la réussite de l'offensive allemande. Cependant, il a ensuite su se défausser et, par d'habiles manœuvres, transférer sa responsabilité sur le général Corap.
Il préside la délégation française chargée de signer l'armistice du 22 juin 1940 dans la clairière de Rethondes, près de Compiègne, puis celle chargée de signer l’armistice du 24 juin 1940 près de Rome. Il siège ensuite à la Commission allemande d'armistice à Wiesbaden.

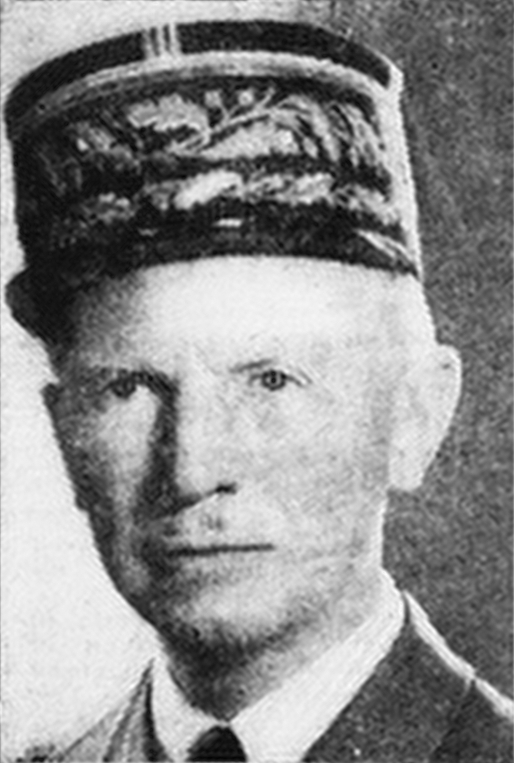
Portrait photographique de Charles Huntziger publié dans le journal L'Ouest-Éclair (n° 16152) du 17 février 1941, lors de la formation du gouvernement François Darlan.

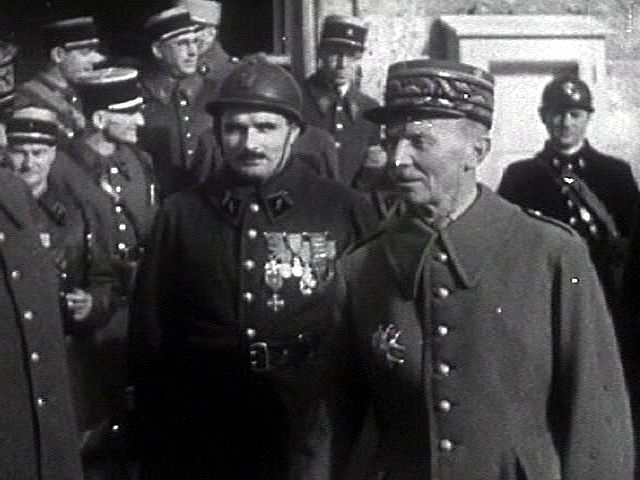
Le général Huntziger, extrait du film de propagande du gouvernement américain Divide and Conquer, paru en 1943.

Il est commandant en chef des forces terrestres après la signature des armistices de juin 1940. Il est nommé ministre de la Guerre le 6 septembre 1940. À ce titre, le 3 octobre suivant il est l'un des signataires de la loi portant statut des juifs. Le 13 décembre 1940 il est confirmé à son poste dans le second gouvernement Pierre-Étienne Flandin puis de nouveau confirmé le 11 août 1941 dans le gouvernement de l'amiral Darlan, lequel lui succédera à sa mort trois mois plus tard.
Le 23 juin 1941 il cite à l'ordre de l'armée le colonel Maurice Mathenet pour sa gestion des opérations de retraite.

### Mort

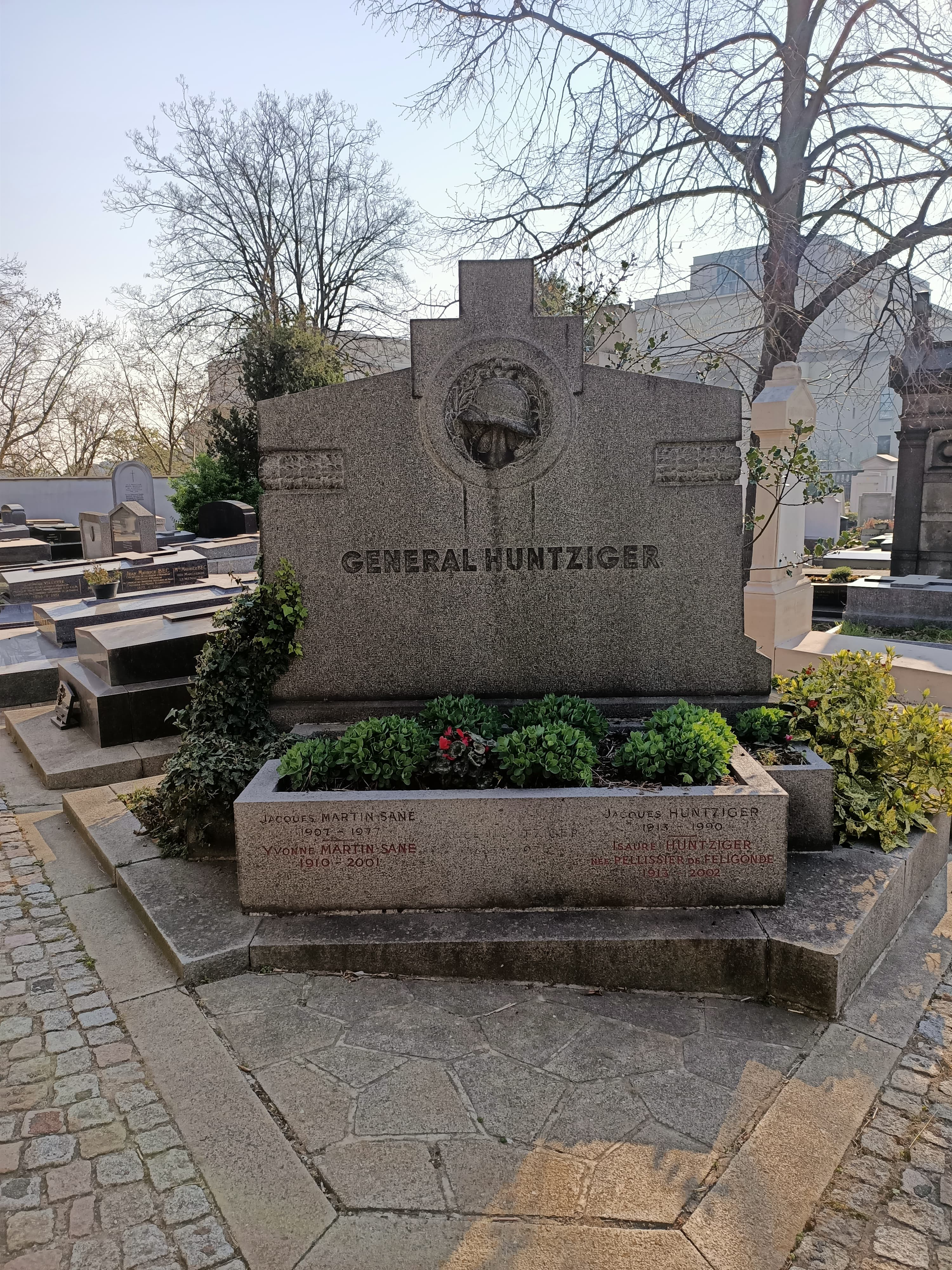
Tombe du Général Huntziger au cimetière de Passy

Il meurt dans un accident d’avion au retour d’une mission d’inspection en Afrique du Nord le 11 novembre 1941. Le Potez 662, immatriculé F-ARAY, qui le ramène à Vichy s'écrase, dans le brouillard et sous la neige, dans les reliefs des Cévennes, à un kilomètre au nord-ouest du col du Minier (Gard), dans la forêt de l'Aigoual, dans la zone nord-ouest du territoire de la commune de Bréau-et-Salagosse, à la limite du territoire de la commune de Dourbies, à une altitude de 1 214 m. Six autres personnes meurent dans cet accident. Ses funérailles ont lieu le 15 novembre en l'église Saint-Louis de Vichy. Un service est célébré à la cathédrale Notre-Dame de Paris.
C'est le groupement 18 des Chantiers de Jeunesse qui découvre en premier l'épave et va mener les recherches. Une sacoche est découverte par l'assistant Merian, permettant d'identifier les passagers.
Informé de sa mort, Adolf Hitler adresse un télégramme de condoléances au maréchal Pétain : « Veuillez agréer, Monsieur le Maréchal, mes sincères condoléances pour la mort tragique du général Huntziger et de ses officiers. »
En septembre 1942 un monument élevé à l'endroit précis de l’accident est inauguré en présence du ministre de la Guerre. Quelques mois plus tôt, en juin 1942, une stèle avait été érigée à proximité du point de chute de l’avion, en bordure de la route départementale no 48,.
Sa veuve est la première femme récipiendaire de l'ordre de la Francisque. Son gendre est Jacques Martin-Sané.

## Décorations
- Grand officier de la Légion d'honneur (décret du 30 juin 1937) ;
- Croix de guerre 1914-1918 (2 citations à l'ordre de l'armée en 1915 et en 1919) ;
- Médaille commémorative de la guerre 1914-1918 ;
- Médaille interalliée de la Victoire ;
- Médaille coloniale ;
- Ordre de la Francisque ;
- Plusieurs décorations étrangères.